# Brigid Kosgei
Brigid Jepscheschir Kosgei (sinh ngày 20 tháng 2 năm 1994) là một vận động viên marathon người Kenya đã giành chiến thắng Chicago Marathon 2018 và 2019, London Marathon 2019 và London Marathon 2020. Cô là người nắm giữ kỷ lục marathon thế giới hiện tại dành cho phụ nữ chạy đua trong một cuộc đua đa giới tính, với thời gian 2:14:04 đạt được vào ngày 13 tháng 10 năm 2019 tại Chicago Marathon. Điều này đã cải thiện kỷ lục thế giới 16 tuổi trước đó thêm 1 phút 24 giây và kỷ lục Chicago Marathon của phụ nữ sau 3 phút 14 giây.

## Sự nghiệp
Kosgei đã hoàn thành trong top hai trong tám trong số chín cuộc đua mà cô đã điều hành trong sự nghiệp của mình. Cô đứng thứ hai tại 2016 Marathon Marathon sau Sarah Chepchirchir, trong thời gian cá nhân tốt nhất là 2:24:45. Thời gian của cô nhanh hơn kỷ lục đường chạy trước. Vào năm 2017, Kosgei đã giành được Bogotá Half Marathon và đứng thứ ba tại Copenhagen Half Marathon. Cô về thứ hai trong Chicago Marathon 2017 trong thời gian cá nhân tốt nhất 2:20:22. Thời gian của cô là lần thứ sáu nhanh nhất từ trước đến nay Chicago Marathon. Vài tuần sau, cô đã giành được Marathon Marathon, đánh bại kỷ lục khóa học hơn năm phút. Năm 2018, Kosgei đứng thứ hai trong London Marathon sau Vivian Cheruiyot. Sau khi tự bị thương trong cuộc thi Marathon Bogotá, Kosgei đã quyết định chạy Great North Run, để luyện tập trước 2018 Chicago Marathon. Cô kết thúc sự kiện thứ hai, phía sau Cheruiyot. Kosgei sau đó đã giành chiến thắng tại Chicago Marathon, sau khi tách khỏi một nhóm gồm hai người Kenya khác và ba người Ethiopia sau 30–35 km của cuộc đua. Cô đã đạt thời gian tốt nhất cho cá nhân 2:18:35. Trong năm 2018, Kosgei cũng đã giành được một sự kiện chạy băng đồng tại Eldoret, Kenya, and the Kalya Half Marathon in Kapenguria, Kenya.
Kosgei đã giành chiến thắng London Marathon 2019, trở thành người phụ nữ trẻ nhất giành chiến thắng. Đây là lần thứ ba tốt nhất ở London sau Paula Radcliffe vào năm 2005 với 2:17:42 và Mary Keitany 2017 với kỷ lục thế giới 2:17:01. Tại 2019 Great North Run, Kosgei đã giành chiến thắng trong thời gian kỷ lục đường chạy 1: 04,28, nhanh hơn 23 giây so với kỷ lục thế giới bán marathon trước được thiết lập bởi Joyciline Jepkosgei.
Cô đã giành chiến thắng Chicago Marathon 2019 vào ngày 13 tháng 10 năm 2019 trong thời gian kỷ lục thế giới là 2:14:04, một sự cải thiện tốt nhất của cá nhân cô ấy hơn 4 phút.
Vào tháng 1 năm 2020, Kosgei được chọn để dẫn đầu đội marathon nữ Kenya tham gia Thế vận hội mùa hè 2020 tại Tokyo, Nhật Bản. Các vận động viên khác được chọn trong đội là Cheruiyot và Ruth Chepng'etich, và đây dự kiến là lần xuất hiện đầu tiên của Kosgei tại Thế vận hội. Vào tháng 2, Kosgei về nhì sau Yeshaneh tại Ras Al Khaimah Half Marathon. Thời gian 1:04:49 của Kosgei tốt hơn kỷ lục thế giới trước đó hai giây. Thời gian 30:18 của Kosgei và Yeshaneh sau 10 km (6,2 mi) của cuộc đua chỉ chậm hơn một giây so với thời gian tốt nhất được thiết lập trong sự kiện 10.000m đường đua vào năm 2019 Cuối năm đó, Kosgei đã giành chiến thắng trong cuộc thi Marathon London 2020 sau hơn 3 phút. Kosgei tách ra từ nhóm chạy 18 dặm 18 dặm (29 km), và dẫn đầu suốt phần còn lại của cuộc đua. Cô đã hoàn thành trong thời gian 2:18:58.

## Kỷ lục cuộc thi marathon
| Cuộc thi                  | Vị trí | Thời gian | Địa điểm | Ngày              |
| ------------------------- | ------ | --------- | -------- | ----------------- |
| 2015 Porto Marathon       | 1st    | 2:47:59   | Porto    | 8 tháng 11, 2015  |
| 2016 Milano City Marathon | 1st    | 2:27:45   | Milan    | 3 tháng 4, 2016   |
| 2016 Lisbon Marathon      | 2nd    | 2:24:45   | Lisbon   | 2 tháng 10, 2016  |
| 2016 Honolulu Marathon    | 1st    | 2:31:11   | Honolulu | 11 tháng 12, 2016 |
| 2017 Boston Marathon      | 8th    | 2:31:48   | Boston   | 17 tháng 4, 2017  |
| 2017 Chicago Marathon     | 2nd    | 2:20:22   | Chicago  | 8 tháng 10, 2017  |
| 2017 Honolulu Marathon    | 1st    | 2:22:15   | Honolulu | 10 tháng 12, 2017 |
| 2018 London Marathon      | 2nd    | 2:20:13   | London   | 22 tháng 4, 2018  |
| 2018 Chicago Marathon     | 1st    | 2:18:35   | Chicago  | 7 tháng 10, 2018  |
| 2019 London Marathon      | 1st    | 2:18:20   | London   | 28 tháng 4, 2019  |
| 2019 Chicago Marathon     | 1st    | 2:14:04   | Chicago  | 13 tháng 10, 2019 |
| 2020 London Marathon      | 1st    | 2:18:58   | London   | 4 tháng 10, 2020  |

Nguồn: